# Wolseley Twenty
La Twenty è un'autovettura di classe media prodotta dalla Wolseley nel 1921 e nel 1925. Strettamente legata al modello fu la 24/55. Quest'ultima si differenziava dalla Twenty per le dimensioni, e venne commercializzata solo nel 1925.

## La Twenty (1921 e 1925)
La Twenty comparve nel 1921 con un motore in linea a sei cilindri raffreddato ad acqua con valvole laterali, da 3.921 cm³ di cilindrata. Questo propulsore erogava 55 CV di potenza.
Offerta inizialmente solo nell'anno sopraccitato, fu riproposta nel 1925, ed anche questa volta rimase in produzione solo per un anno.
Il modello è stato disponibile con un due tipi di carrozzeria, berlina quattro porte e torpedo quattro porte. 

## La 24/55 (1925)
Nel 1925 alla Twenty fu affiancato un nuovo modello, la 24/55. Questa nuova vettura aveva in dotazione il medesimo motore della Twenty, ma aveva dimensioni diverse. Dopo solo un anno di produzione, fu tolta dal mercato senza il lancio di nessun modello successore.
È stata offerta con un due tipi di carrozzeria, berlina quattro porte e torpedo quattro porte. 